# Myiophobus phoenicomitra
El mosquero crestinaranja (Myiophobus phoenicomitra),  también denominado mosqueta crestinaranja (en Ecuador), mosqueta de cresta naranja, atrapamoscas coronirrufo (en Colombia) o mosquerito de cresta naranja (en Perú), es una especie de ave paseriforme de la familia Tyrannidae perteneciente al género Myiophobus. Es nativo de regiones andinas del noroeste de América del Sur.

## Distribución y hábitat
Se distribuye de forma disjunta a lo largo de la cordillera de los Andes desde el oeste de Colombia, por Ecuador hasta el noreste de Perú.
Esta especie es considerada poco común e inconspícua en su hábitat natural: el sotobosque de selvas bajas de estribaciones montañosas entre los 500 y los 1550 m de altitud.

## Sistemática

### Descripción original
La especie M. phoenicomitra fue descrita por primera vez por los ornitólogos polaco Władysław Taczanowski y alemán Hans von Berlepsch en 1885 bajo el nombre científico Myiobius phoenicomitra; la localidad tipo es «Hacienda Mapoto, Tungurahua, Ecuador».

### Etimología
El nombre genérico masculino «Myiophobus» se compone de las palabras del griego «μυια muia, μυιας muias» que significa ‘mosca’, y «φοβος phobos» que significa ‘terror’, ‘miedo’, ‘pánico’; y el nombre de la especie «phoenicomitra», se compone de las palabras del griego «φοινικος phoinikos» que significa ‘carmín’, ‘rojo’, y « μιτρα  mitra» que significa ‘banda en la cabeza’, ‘cresta’.

### Taxonomía
Ohlson et al. (2008) presentaron datos genético-moleculares demostrando que el género Myiophobus era altamente polifilético, formado por tres grupos que no son ni cercanamente parientes entre sí; la presente especie, junto a Myiophobus flavicans, M. inornatus y M. roraimae forma uno de dichos clados. Ohlson et al. (2020) propusieron un nuevo género Scotomyias para reflejar adecuadamente la filogenia del género, pero esto no ha sido adoptado por la mayoría de las clasificaciones.

### Subespecies
Según la clasificación del Congreso Ornitológico Internacional (IOC) y Clements Checklist/eBird se reconocen dos subespecies, con su correspondiente distribución geográfica:
- Myiophobus phoenicomitra litae (Hartert, 1900) –  pendiente occidental de los Andes en el oeste de Colombia (centro de Antioquia, desde el sur del Chocó y oeste de Ecuador (al sur hasta Pichincha; registrado también en El Oro).
- Myiophobus phoenicomitra phoenicomitra (Taczanowski & Berlepsch, 1885) - pendiente oriental de los Andes del suroeste de Colombia (oeste de Putumayo), en el este de Ecuador y noreste de Perú (San Martín).